# 成吉思汗 (樂隊)
成吉思汗（德語：Dschinghis Khan，ˈdʒɪŋ.ɪs kaːn（"Jingis" Khan） ）是一德國的民謠迪斯可樂隊，在1979年歐洲歌唱大賽中脫穎而出。而樂隊的名稱，便是來自他們在該比賽中所演出的曲目《成吉思汗》；由拉爾夫·席格爾作曲及伯恩·邁因農格填詞。

## 演唱生涯
他們出道的年代，正是迪斯可最流行的年代。而他們也繼數支德國樂隊（波尼M合唱團、Arabesque和白銀公約）之後，在世界不少地方上有頗大的知名度，在1980年夏季奧林匹克運動會更是表演嘉賓之一；但在美國幾乎是默默無聞。該樂隊的歌曲幾乎全部都是和異地文化習俗或歷史人物有關。其中歌曲《成吉思汗》被改编成中文，被林子祥，张蝶等人翻唱。
該樂隊在1984年解散，而廣爲流傳的影片則是來自德國電視二台在1970年代十分流行的節目-“迪斯可”。樂隊解散後，路易斯·亨德里克·波茲特返回他在南非的故鄉，在該為成為一飯店經理。在1994年，他死於艾滋病的併發症，終年43歲。
該樂隊在2005年底重組，並在同年12月17日於莫斯科奧林匹克室內體育館中表演。在2006年5月7日斯蒂夫·本達（樂隊中以光頭聞名的成員）死於肺癌，終年59歲。
成吉思汗樂隊現在與一青年歌唱組合The Legacy of Dschinghis Khan在2006年冬季到2007年秋季作巡迴演出。在該系列巡迴演出中，亦包活了其他的表演者，如來自蒙古的馬戲團成員。他們在官方網站上所列出的行程不時因故而改變。他們在2007年1月計劃在德國演出，與他們最新的大碟《7 Leben》推出的時間巧合。這是他們自2004年的《Jubilee》之後首張音樂專輯。Heichel於2014年退休。2018年，他們與製片人Ralph Siegel和歌手Jay Jay，Alexander Malinin＆Ustinya Malinin，JorgeJiménez和Marifer Medrano一起為2018年國際足協世界盃重新錄製了他們的歌曲《莫斯科》 。
2023年歌曲《莫斯科》在中國大陸的“抖音”上再次走红，被用作俄羅斯和蘇聯相關的影片配樂。

## 歌曲和专辑

### 专辑
| 专辑名                                                                       | 发行时间 | 备注       |
| ---------------------------------------------------------------------------- | -------- | ---------- |
| 成吉思汗                                                                     | 1979     |            |
| 罗马 (专辑)                                                                  | 1980     |            |
| 万岁（Viva）                                                                 | 1980     | Rom 的重發 |
| 我們同坐一舟（Wir sitzen alle im selben Boot）                               | 1981     |            |
| 英雄、罪犯和Dudelmoser（Helden, Schurken & der Dudelmoser）                  | 1982     |            |
| 鬥牛（Corrida）                                                              | 1983     |            |
| 呼哈成吉思汗-你最大的成功（Huh Hah Dschinghis Khan - Ihre Grössten Erfolge） | 1993     |            |
| 大成功（Die Großen Erfolge）                                                 | 1999     |            |
| 銀禧（Jubilee）                                                              | 2004     |            |
| 7生活                                                                        | 2007     |            |

### 單曲
（只限德語版）
| 歌名                                                 | 发行时间 |
| ---------------------------------------------------- | -------- |
| 成吉思汗                                             | 1979     |
| 莫斯科                                               | 1979     |
| 哈希·哈里夫·奥马尔                                   | 1979     |
| 羅馬（Rom）                                          | 1980     |
| 皮斯托勒羅（Pistolero）                              | 1981     |
| 罗蕾莱（Loreley）                                    | 1981     |
| 我們都在同一條船上（Wir sitzen alle im selben Boot） | 1981     |
| 克拉鮑特曼（Klabautermann）                          | 1982     |
| Dudelmoser（Der Dudelmoser）                         | 1982     |
| 喜馬拉雅（Himalaja）                                 | 1983     |
| 噢嘞噢嘞（Olé Olé）                                  | 1984     |

## 外部連結
- 官方网站
- 成吉思汗的Facebook專頁
- 成吉思汗的Instagram帳戶
- YouTube上的成吉思汗頻道
- STEPPENWIND Fan Page （页面存档备份，存于）